# Habenaria retroflexa
Habenaria retroflexa är en orkidéart som beskrevs av Ferdinand von Mueller och Friedrich Fritz Wilhelm Ludwig Kraenzlin. Habenaria retroflexa ingår i släktet Habenaria och familjen orkidéer. Inga underarter finns listade i Catalogue of Life.